# Ayah Bdeir
Ayah Bdeir (née en 1982 à Montréal, Québec) est une femme chef d'entreprise, artiste et ingénieur, fondatrice et CEO de littleBits (en) (une librairie open source de modules électroniques s’assemblant par magnétisme).

## Jeunesse
Née au Canada de Saadi Bdeir, un entrepreneur et de Randa Bdeir, une banquière, elle est élevée à Beyrouth Ses parents sont tous les deux originaires de Syrie. Ses parents ne croyant pas aux différences entre les sexes, incitent leurs filles à devenir des scientifiques et des ingénieurs et à faire carrière. Sa mère obtient son diplôme universitaire pendant que ses filles vont à l'école.

## Éducation et carrière
Bdeir est titulaire d'une maîtrise en sciences du MIT Media Lab et de diplômes de premier cycle en génie informatique et en sociologie de l'Université américaine de Beyrouth. En 2008, elle reçoit une bourse d'études à Eyebeam à New York. Elle enseigne aux cycles supérieurs du programme de télécommunications interactives (ITP) de l'Université de New York et de la nouvelle école de design Parsons. En 2008, son travail sur l’open source hardware lui permet d’être invitée à résidence au Eyebeam Art + Technology Center à New York. En 2010, Bdeir sert de mentor en design à l’émission de télé-réalité Stars of Science.
En septembre 2011, elle lance littleBits Electronics, une start-up ayant pour objectif de « mettre le pouvoir de l'électronique entre les mains de tous et de décomposer des technologies complexes afin que quiconque puisse construire, prototyper et inventer ». La société est basée à New York et reçoit 11,1 millions de dollars en fonds d'investisseurs en 2013 par un pool d’investisseurs mené par les sociétés de capital-risque américaines True Ventures et Foundry Group. littleBits rejoint le programme Disney Accelerator 2016 et noue également un partenariat avec Pearson, l’une des principales sociétés de programmes d’enseignement du monde, pour créer conjointement un programme d’études destiné à soutenir leur programme de sciences et d’ingénierie.
En 2012, Bdeir reçoit une bourse TED et prononce un discours lors de la conférence TEDxLongBeach intitulé "Building Blocks That Blink, Beep and Teach".
Bdeir est nommée parmi les 25 fabricants de Popular Mechanics qui réinventent le rêve américain en 2014. Elle est l'une des promoteurs d'Open Hardware Movement, une initiative visant à garantir que les connaissances technologiques soient accessibles à tous, et cofonde l'Open Hardware Summit, une conférence annuelle organisée par l'Open Source Hardware Association.
En tant que membre de Creative Commons, elle dirige le concours public du logo Open Hardware, désormais adopté sur des millions de circuit imprimés dans le monde. Bdeir a publié des articles scientifiques et a inventé le terme "Electronics As Material" ("L'électronique en tant que matériau"), qui consiste à « penser de l'électronique en tant que matériau pouvant être combiné à d'autres éléments traditionnels ».